# داليا الحاج عمر
داليا الحاج عمر هي ناشطة سودانية في مجال حقوق الإنسان وخبيرة في إدارة النزاعات عملت في الشرق الأوسط وأفريقيا. قامت بإدارة وتصميم ومراقبة وتقييم مشروعات الوكالة الأمريكية للتنمية الدولية / مكتب المبادرات الانتقالية - الممولة في السودان، وهي مسؤولة التطوير في شركة بدائل التنمية، المرتبطة مع GIRIFNA، حركة المقاومة السودانية اللاعنفية. عملت أيضًا مع هيومن رايتس ووتش، ومنظمة أطباء بلا حدود، واليونيسف، والبنك الدولي. نُشرت مقالاتها الصحفية وآراءها في مجلات مثل نيويورك تايمز والشؤون الخارجية.
تعيش داليا في فرنسا. بعد مغادرتها للسودان، فوفقًا لأحد المصادر تقول: «شعرت أنها يجب أن تغادر» السودان «لأن النظام كان يراقب عملها». تتحدث داليا العربية والإنجليزية وتتقن الفرنسية.

## تعليمها
داليا الحاج عمر حاصلة على درجة الماجستير في التنمية الدولية واقتصاديات التنمية من جامعة جونز هوبكنز وماجستير في دراسات السلام الدولية من جامعة نوتردام.

## النشاط والكتابة
في يونيو 2009 كتبت داليا أن «الثورة الخضراء الإيرانية تُوضح أن حقوق الحرية والمواطنة عالمية وأنه حتى النظام الإسلامي الذي أتى من خلال انتخابات شرعية يمكن استجوابه ورفضه من قبل أولئك الذين وضعوه في السلطة». ومع ذلك، «السودان بعيد جدًا عن السياق السياسي لإيران وعن وجود مؤسسات سياسية عاملة».
في مارس 2010 أعربت داليا في مقال لها عن أسفها لأن السودان «لا يبدو كبلد يستعد لأول انتخابات وطنية له منذ 24 عامًا» بسبب الرقابة المستمرة للصحف و«الغياب التام للحملات العامة من قبل الأحزاب السياسية». وأشارت إلى أن الحياة السياسية كانت «مقيدة للغاية»، وأكدت أن «الحزب الحاكم يجب أن يفتح المجال السياسي لجميع المشاركين الرئيسيين، وإلا» ستعاني الانتخابات من نقص شديد في المصداقية حتى قبل أن تتم«. واستشهدت بتصريحات انتقادية صادرة عن حزب المؤتمر الوطني الحاكم بشأن المساعدات الخارجية من الولايات المتحدة وبرنامج الكنيسة النرويجية للمساعدة كدليل على أن» حزب المؤتمر الوطني يحاول أن يستجيب لمشاعر الشعب السوداني من خلال تصوير التدخل الغربي أو الأجنبي«كإشارة أن البلاد تتعرض للهجوم - وأنهم الطرف الأنسب لحماية سيادة البلاد». وأقرت بأن الانتخابات لم تكن«الحل السحري»، لكنها أضافت أن «الانتخابات التي تتم بطريقة شفافة وعادلة من المرجح أن تحول البلد بعيداً عن العنف المرتبط بالانتخابات نحو الانتقال السلمي إلى الديمقراطية.»
كتبت داليا لموقع TechChange في أكتوبر 2011 حول موضوع «ما الذي يتعلمه الشباب السوداني من النشاط على الإنترنت؟»
قالت في مقال لها نُشر في أكتوبر 2011 أن الفترة الحالية للتاريخ السوداني، بدايةً من صعود حزب المؤتمر الوطني إلى السلطة، كانت «أحلك، ليس فقط للمواطنين السودانيين ولكن للإنسانية ككل»، بالنظر إلى أنه «بعد هتلر، وستالين ووماو يأتي عمر البشير الذي ترأس أكبر مذبحة في تاريخ البشرية.» ومع ذلك، لا يرى كثير من السودانيين أي بديل، فقد تم إغلاق عقولهم«في صندوق يمنعهم من التفكير النقدي والإبداعي، خاصةً عندما يتعلق الأمر بالتشكيك في العلاقة بين الدولة والدين.»

## الأنشطة المهنية الأخرى
شاركت في جلسة حول التمويل الجماعي في رايت كونكون في وادي السيليكون في مارس 2014. وكان من المقرر أن تتحدث في منتدى أوسلو للحرية في مايو 2014.

## وسائل التواصل الاجتماعي
تقوم داليا بالنشر كثيرا بحسابها على تويتر، على سبيل المثال كتبت في 2 مايو 2014: «إذا كنا دولة فاشلة من قبل، فماذا نحن الآن؟»
وتقوم داليا بالتدوين في «الأفكار والآمال والتكهنات» كذلك تدون في «مشروع الأضحية».